# بس ساوایج
بس ساوایج (انگلیسی: Bas Savage؛ زادهٔ ۷ ژانویهٔ ۱۹۸۲) بازیکن فوتبال اهل بریتانیا است.
از باشگاه‌هایی که در آن بازی کرده‌است می‌توان به باشگاه فوتبال ترانمره راورز، باشگاه فوتبال گیلینگام، باشگاه فوتبال بری، باشگاه فوتبال ردینگ، باشگاه فوتبال میلوال، باشگاه فوتبال داگنم و ردبریج، باشگاه فوتبال بریستول سیتی، باشگاه فوتبال برایتون اند هوو آلبیون، باشگاه فوتبال نورث‌همپتون تاون، و باشگاه فوتبال وایکام واندررز اشاره کرد.